# 芭茅河水库
芭茅河水库是中国湖北省黄冈市麻城市境内的一座水库，位于举水上游，建于1965年。水库正常库容为900万立方米，集雨面积为30平方千米，海拔为122.5米。